# Pseudocleobis truncatus
Espèce
Pseudocleobis truncatus est une espèce de solifuges de la famille des Ammotrechidae.

## Distribution
Cette espèce est endémique de la province de La Pampa en Argentine. Elle se rencontre vers Gobernador Duval.

## Publication originale
- Maury, 1976 : Nuevos solifugos Ammotrechidae de la Argentina (Arachnida, Solifugae). Physis, Section C, vol. 35, no 90, p. 87-104.